# Arrondissement Senlis
Senlis is een arrondissement van het Franse departement Oise in de regio Hauts-de-France. De onderprefectuur is Senlis.

## Kantons
Het arrondissement was tot 2014 samengesteld uit de volgende kantons:
- Kanton Betz
- Kanton Chantilly
- Kanton Creil-Nogent-sur-Oise
- Kanton Creil-Sud
- Kanton Crépy-en-Valois
- Kanton Montataire
- Kanton Nanteuil-le-Haudouin
- Kanton Neuilly-en-Thelle
- Kanton Pont-Sainte-Maxence
- Kanton Senlis

Na de herindeling van de kantons in 2014, met uitwerking in 2015, zijn dat:
- Kanton Chantilly
- Kanton Creil
- Kanton Crépy-en-Valois
- Kanton Méru (deel 7/16)
- Kanton Montataire (deel 14/15)
- Kanton Nanteuil-le-Haudouin
- Kanton Nogent-sur-Oise (deel 2/6)
- Kanton Pont-Sainte-Maxence (deel 13/23)
- Kanton Senlis